# الطفل الجامح
الطفل الجامح هو فيلم من نوع كوميديا دراما ومراهقة ‏ وكوميديا رومانسية أُصدر في 2008. الفيلم من إنتاج يونيفرسال بيكشرز وستوديو كنال وريلاتيفتي ميديا ووركينج تايتل فيلمز ‏، ومن توزيع يونيفرسال بيكشرز، وهو من إخراج Nick Moore (filmmaker) ‏، أما السيناريو فكان من كتابة لوسي داهل.

## القصة
تقع أحداث الفيلم في كاليفورنيا وإنجلترا حيث يتم إرسال أميرة ماليبو المتمردة إلى مدرسة داخلية صارمة من قبل والدها وتتوالى الاحداث الممتعه .

## طاقم التمثيل
- جورجيا كينغ
- شيلبي يانج
- سيلينا كاديل
- ناتاشا ريتشاردسون
- جوني باكار
- إيما روبرتس
- صوفي وو
- شيرلي هندرسون
- جونو تيمبل
- فانيسا برانش
- هالي آيزينبيرغ
- كيمبرلي نيكسون
- أليكس بيتيفر
- نيك فروست
- أيدان كوين
- ديزي دونوفان
- لينزي كوكر

## الإنتاج
موسيقى الفيلم التصويرية كانت من تأليف Michael Price (composer) ‏.

## وصلات خارجية
- الطفل الجامح على موقع IMDb (الإنجليزية)
- الطفل الجامح على موقع روتن توميتوز (الإنجليزية)
- الطفل الجامح على موقع نتفليكس (الإنجليزية)
- الطفل الجامح على موقع قاعدة بيانات الأفلام العربية
- الطفل الجامح على موقع ألو سيني (الفرنسية)
- الطفل الجامح على موقع Turner Classic Movies (الإنجليزية)
- الطفل الجامح على موقع أول موفي (الإنجليزية)
- الطفل الجامح على موقع بوكس أوفيس موجو (الإنجليزية)
- الطفل الجامح على موقع فيلمافينيتي (الإسبانية)
- الطفل الجامح على موقع قاعدة بيانات الأفلام السويدية (السويدية)